# Glött
Glött è un comune tedesco di 1 108 abitanti, situato nel land della Baviera.